# Chatka studencka i baza namiotowa w Zyndranowej
Chatka studencka i baza namiotowa w Zyndranowej – chatka studencka wraz z bazą namiotową położona w górnej części wsi Zyndranowa w dolinie potoku Panna (Sołotwina)  w Beskidzie Niskim.
Chatka czynna jest od lipca do września oraz w innych terminach po uprzednim uzgodnieniu. Obiekt może pomieścić do 35 osób, posiada dostępną kuchnię oraz jest zelektryfikowany. Węzeł sanitarny znajduje się na zewnątrz budynku. Obok chatki jest możliwość rozbicia namiotu oraz skorzystania z wiaty ogniskowo - noclegowej przez cały rok.

## Dojazd i szlaki turystyczne
Do chatki można dotrzeć drogą jezdną z Zyndranowej, tam też znajduje się najbliższy przystanek PKS. 

W pobliżu chatki przebiegają następujące szlaki turystyczne:
- (graniczny) Barwinek – Przełęcz Dukielska (dojście do chatki  szlakiem chatkowym) – Jałowa Kiczera (zejście do chatki  szlakiem dojściowym) – Czeremcha – Jasiel – Kanasiówka
- Barwinek – Zyndranowa - Czerwony Horb – Tylawa – Czerteż – Pustelnia Św. Jana z Dukli.